# Birsfelden
Birsfelden is een gemeente en plaats in het Zwitserse kanton Basel-Landschaft, en maakt deel uit van het district Arlesheim.
Birsfelden telt 10.234 inwoners.

## Geboren
- Roland Dalhäuser (12 april 1958), hoogspringer

## Overleden
- Otto Frank (19 augustus 1980), zakenman, vader van Anne Frank